# Köryədi
Köryədi è un comune dell'Azerbaigian situato nel distretto di Yardımlı. Conta una popolazione di 1 360 abitanti.